# Харлем Хајтс (Флорида)
Харлем Хајтс (енгл. Harlem Heights) насељено је место без административног статуса у америчкој савезној држави Флорида.

## Демографија
По попису из 2010. године број становника је 1.975, што је 910 (85,4%) становника више него 2000. године.
| Група             | 2000.       | 2010.         |
| Белци             | 103 (9,7%)  | 164 (8,3%)    |
| Афроамериканци    | 384 (36,1%) | 447 (22,6%)   |
| Азијати           | 4 (0,4%)    | 1 (0,1%)      |
| Хиспаноамериканци | 586 (55,0%) | 1.386 (70,2%) |
| Укупно            | 1.065       | 1.975         |